# Abrahadabra
Abrahadabra – ósmy album studyjny norweskiej grupy blackmetalowej Dimmu Borgir. Wydawnictwo ukazało się 24 września 2010 roku w Niemczech, 27 września w pozostałych krajach Europy oraz 12 października w Stanach Zjednoczonych. Wydanie płyty poprzedził singel do utworu "Gateways", który ukazał się 20 sierpnia 2010 roku w Europie. W USA singel ukazał się cztery dni później.
Album Abrahadabra zadebiutował na 42. miejscu listy Billboard 200 w Stanach Zjednoczonych sprzedając się w przeciągu tygodnia od dnia premiery w nakładzie 9600 egzemplarzy.

## Nagrania
W procesie realizacji płyty Abrahadabra uczestniczyło ponad 100 muzyków i wokalistów. Był to pierwszy album nagrany bez basisty i wokalisty Simena "ICS Vortexa" Hestnæsa i klawiszowca Øyvinda "Mustisa" Mustaparty, którzy opuścili szeregi formacji w 2009 roku.
Płyta została nagrana na przestrzeni jedenastu miesięcy. Gitarzysta formacji Sven "Silenoz" Atle Kopperud wyjaśnił iż okres pomiędzy poszczególnymi albumami uległ wydłużeniu z powodu zaprzestania komponowania przez grupę podczas tras koncertowych.
Partie instrumentów klawiszowych na płycie zrealizował wokalista i instrumentalista Stian "Shagrath" Thoresen. Ponadto grupa do nagrań zaangażowała norweska orkiestrę Kringkastingsorkestret oraz chór Schola Cantorum. Orkiestracje zaaranżował kompozytor Gaute Storaas. Okładkę i oprawę graficzną Abrahadabra zaprojektował i wykonał Joachim Luetke, który współpracował z grupą przy poprzednich albumach.

## Lista utworów
Opracowano na podstawie materiału źródłowego.
Edycja podstawowa
1. "Xibir" – 2:50
2. "Born Treacherous" – 5:02
3. "Gateways" – 5:10
4. "Chess With The Abyss" – 4:08
5. "Dimmu Borgir" – 5:35
6. "Ritualist" – 5:13
7. "The Demiurge Molecule" – 5:29
8. "A Jewel Traced Through Coal" – 5:16
9. "Renewal" – 4:11
10. "Endings And Continuations" – 5:58

| iTunes digital edition |
| --- |
| 1. "Xibir" – 2:50 2. "Born Treacherous" – 5:02 3. "Gateways" – 5:10 4. "Chess With The Abyss" – 4:08 5. "Dimmu Borgir" – 5:35 6. "Ritualist" – 5:13 7. "The Demiurge Molecule" – 5:29 8. "A Jewel Traced Through Coal" – 5:16 9. "Renewal" – 4:11 10. "Endings And Continuations" – 5:58 11. "Gateways" (orchestral version) – 5:44 12. "The Demiurge Molecule" (orchestral version) – 5:23 13. "Gateways" (music video) – 5:05 |

| Hot Topic edition |
| --- |
| 1. "Xibir" – 2:50 2. "Born Treacherous" – 5:02 3. "Gateways" – 5:10 4. "Chess With The Abyss" – 4:08 5. "Dimmu Borgir" – 5:35 6. "Ritualist" – 5:13 7. "The Demiurge Molecule" – 5:29 8. "A Jewel Traced Through Coal" – 5:16 9. "Renewal" – 4:11 10. "Endings And Continuations" – 5:58 11. "Dimmu Borgir" (orchestral version) – 5:35 12. "Perfect Strangers" (cover Deep Purple) – 5:01 13. "DMDR (Dead Men Don't Rape)" (cover GGFH) – 4:24 14. "Gateways" (enhanced music video) |

| Amazon MP3, Rhapsody, eMusic, Napster digital edition |
| --- |
| 1. "Xibir" – 2:50 2. "Born Treacherous" – 5:02 3. "Gateways" – 5:10 4. "Chess With The Abyss" – 4:08 5. "Dimmu Borgir" – 5:35 6. "Ritualist" – 5:13 7. "The Demiurge Molecule" – 5:29 8. "A Jewel Traced Through Coal" – 5:16 9. "Renewal" – 4:11 10. "Endings And Continuations" – 5:58 11. "Dimmu Borgir" (orchestral version) – 5:35 |

| Nuclear Blast USA vinyl version |
| --- |
| Strona A 1. "Xibir" – 2:50 2. "Born Treacherous" – 5:02 3. "Gateways" – 5:10 Strona B 1. "Chess With The Abyss" – 4:08 2. "Dimmu Borgir" – 5:35 3. "Ritualist" – 5:13 Strona C 1. "The Demiurge Molecule" – 5:29 2. "A Jewel Traced Through Coal" – 5:16 Strona D 1. "Renewal" – 4:11 2. "Endings And Continuations" – 5:58 3. "Dimmu Borgir" (orchestral version) – 5:35 |

| Exclusive North American deluxe cross digipak |
| --- |
| 1. "Xibir" – 2:50 2. "Born Treacherous" – 5:02 3. "Gateways" – 5:10 4. "Chess With The Abyss" – 4:08 5. "Dimmu Borgir" – 5:35 6. "Ritualist" – 5:13 7. "The Demiurge Molecule" – 5:29 8. "A Jewel Traced Through Coal" – 5:16 9. "Renewal" – 4:11 10. "Endings And Continuations" – 5:58 11. "Dimmu Borgir" (orchestral version) – 5:35 12. "Gateways" (enhanced music video) |

## Twórcy
Opracowano na podstawie materiału źródłowego.

- Stian "Shagrath" Thoresen – śpiew, instrumenty klawiszowe, muzyka
- Sven "Silenoz" Atle Kopperud – gitara rytmiczna, muzyka, słowa
- Thomas Rune "Galder" Andersen Orre – gitara prowadząca, muzyka
- Dariusz "Daray" Brzozowski – perkusja
- Geir "Gerlioz" Bratland – instrumenty klawiszowe
- Tommie "Snowy Shaw" Helgesson – gitara basowa, śpiew (utwory 4, 6, 9, 12)
- Kristoffer "Garm" Rygg – śpiew (utwór 10)
- Agnete Kjølsrud – śpiew (utwory 3, 10)
- Ricky Black – gitara slide (utwór 10)
- Gaute Storaas – orkiestracje, aranżacje
- Joachim Luetke – okładka, oprawa graficzna
- Daniel Bergstrand – inżynieria dźwięku
- Andy Sneap – miksowanie, gitara prowadząca (utwory 3, 9)
- Russ Russell – inżynieria dźwięku, mastering

## Listy sprzedaży
| Lista                   | Kraj              | Pozycja |
| ----------------------- | ----------------- | ------- |
| Ö3 Austria Top 40       | Austria           | 20      |
| Ultratop 50             | Belgia            | 41      |
| Suomen virallinen lista | Finlandia         | 48      |
| SNEP                    | Francja           | 43      |
| MegaCharts              | Holandia          | 100     |
| Media Control Charts    | Niemcy            | 15      |
| VG-Lista                | Norwegia          | 2       |
| OLiS                    | Polska            | 50      |
| Billboard 200           | Stany Zjednoczone | 42      |
| Schweizer Hitparade     | Szwajcaria        | 24      |
| Sverigetopplistan       | Szwecja           | 17      |